# Афіша
Афі́ша — це ізографічне видання, що містить інформацію про певний культурний захід.
Афіша — рекламне або довідкове аркушеве видання з інформацією щодо певного культурного заходу (події), призначене для розклеювання. У технічному відношенні афіша це крупно кегельна набірна шрифтова композиція, в якій вказується число, час і місце проведення якого-небудь громадського заходу.
Головна характеристика афіші — це безпосередня передача повідомлення. Також її важливими якостями виступають великі розміри і доступність широким масам населення. Афіша як засіб масової комунікації використовує риторичний вміст (метафору), який може розшифрувати цільова аудиторія в специфічному контексті.
У сучасній рекламі безперечне лідерство залишається за культурною афішею, яка помітно розширила свою тематику. Перш за все це ювілейна, святкова, виставкова, театральна, концертна, циркова, туристична та спортивна афіша. Специфіка цього напрямку обумовила роль афіші як посередника між потенційним глядачем і культурно-мистецькою акцією, вимагаючи від нього активної дієвості. При цьому афіша є не тільки носієм інформації, що зближує його з такими засобами масової інформації, як газети, радіо та телебачення, але й, що не менш важливо, представляє аудиторії у високохудожній, образній формі частку культурно-мистецької акції або спортивного видовища.

## Афіша у 19 столітті

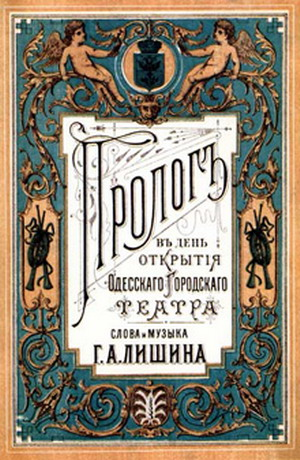
Афіша на відкриття 1-го сезону театру Одеси, 1887 рік.

В 19 столітті набули поширення шрифтові театральні афіші. Необхідність в них була значною через мінливий театральний успіх і необхідність постійно дбати про прибуток. Навіть театри в великих містах не мали постійної (стаціонарної) трупи. Тому такими важливими були обов'язки антрепренерів — запросити авторитетну трупу, поклопотатися про гучну рекламу, ставити вистави, що вже мали успіх, незважаючи на їх національне походження. Великий авторитет в Європі вже мали актори і, особливо, співаки Італії. Друге місце посідали театральні діячі Франції. Вони і були головними персонами на театральних сценах в Європі 19 ст.
Театральні афіші кінця 19 століття орнаментальні, шрифтові з дещо обмеженою кількістю використаних кольорів. Їх головна мета — рекламна і довідкова, сповітити по нові гастролі. Згодом орнаменти і шрифтові написи зменшуються, поступаючись зображенням. На створення афіш звернули увагу художники Франції, що зробило і цю галузь ужиткової, практично службової за функціями графіки твором високого мистецтва. Унікальне значення в розвитку і створенню афіш посіла творчість французького художника Анрі Тулуз-Лотрека (1964—1901). Яскраві фарби, гостро виразні силуети афіш Тулуз-Лотрека зробили їх явищем французького мистецтва. Згодом афіші Тулуз-Лотрека стануть предметами колекціонування як і звичні різновиди гравюри (дереворит, мідьорит, офорт).

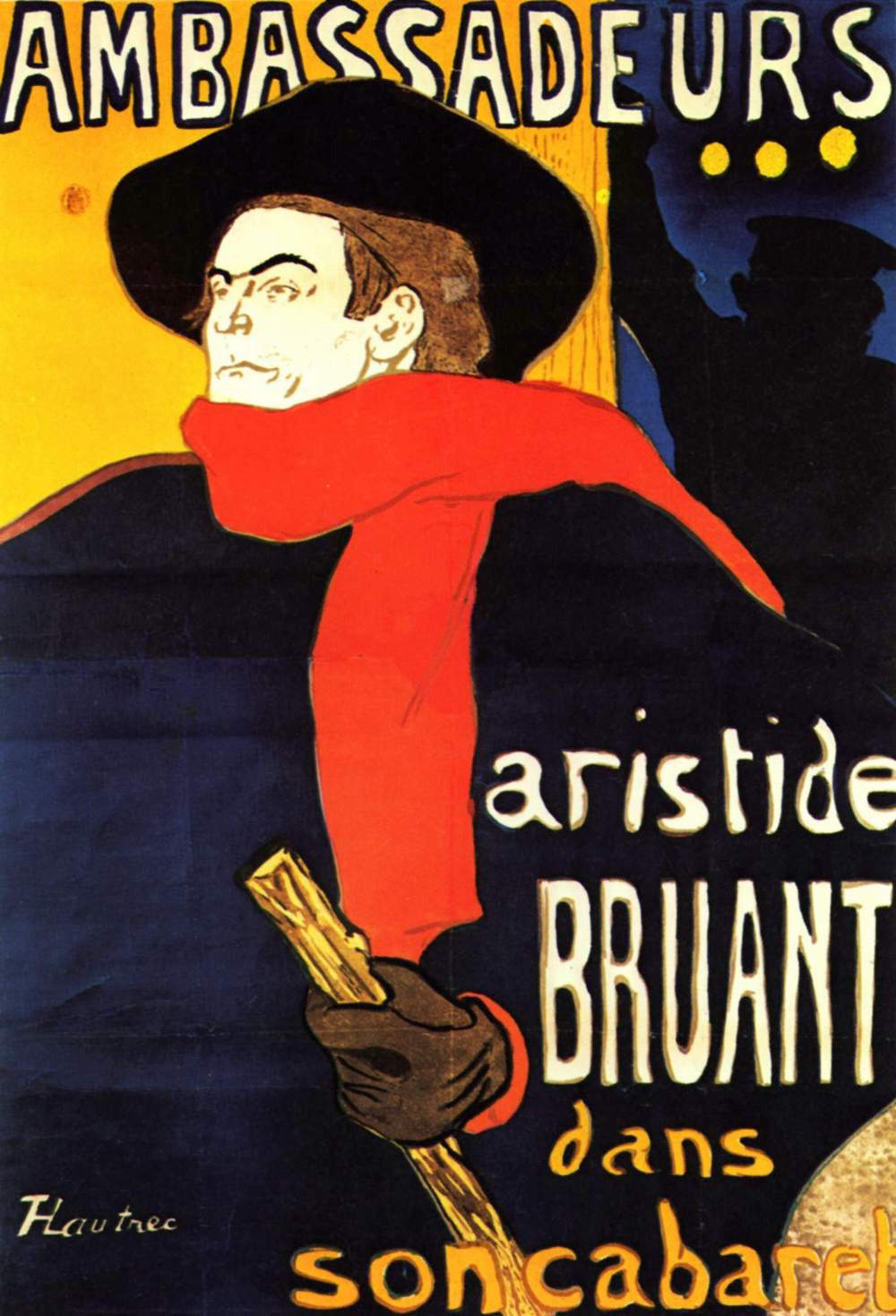
Тулуз-Лотрек. Кафе Амбассадор. Афіша співака Арістіда Брюана, 1892 р.
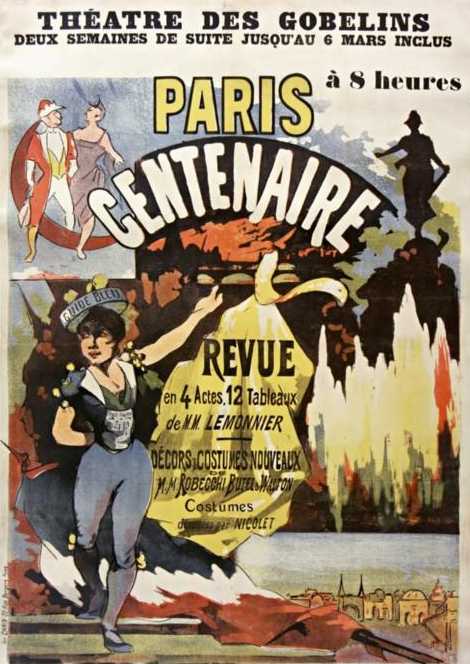
Афіша театру  Gobelins в Парижі, 1890 рік.
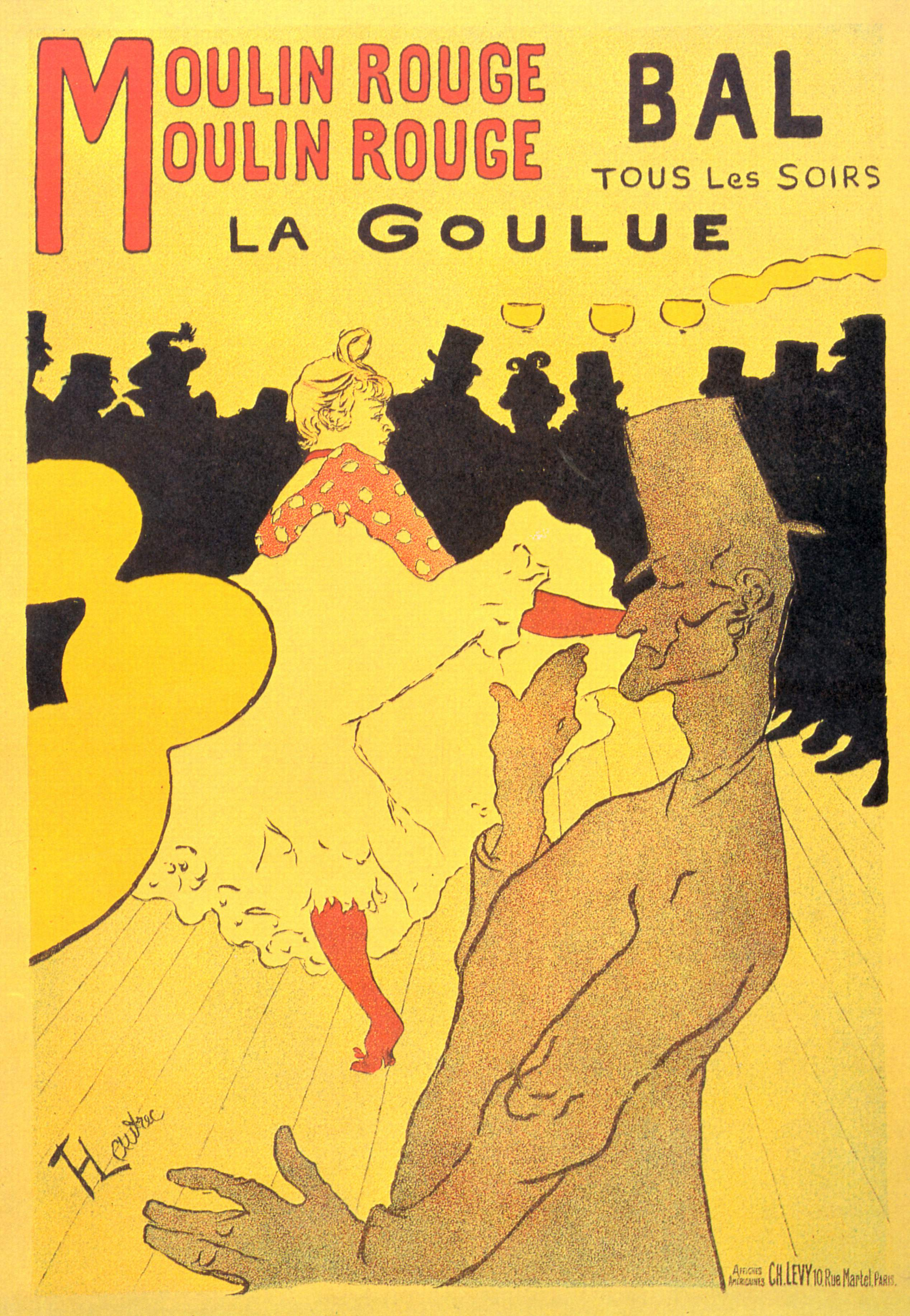
Анрі Тулуз-Лотрек. Мулен Руж, (афіша 1891 р.)
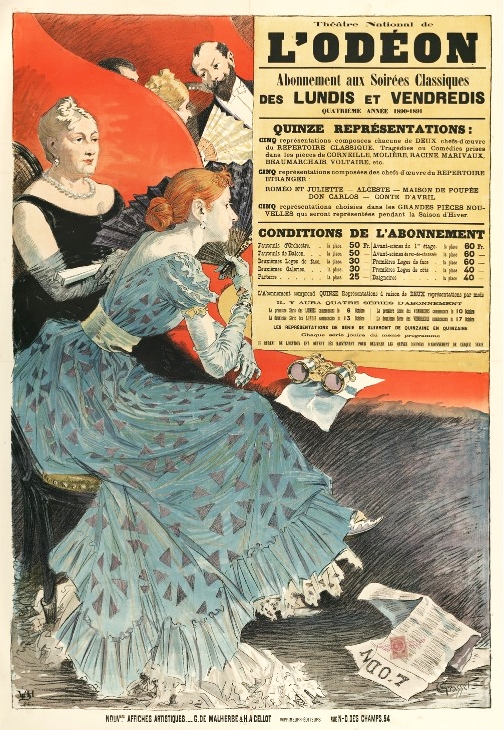
Худ. Ежен Грассе. Афіша театру Одеон, 1890 рік.
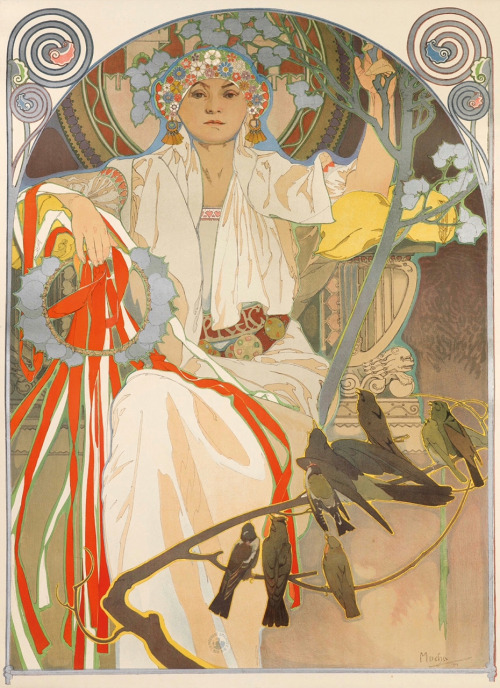
Альфонс Муха. Афіша «Весняний фестиваль пісні і музики», Прага, 1914 р. Кольорова літографія

Поширенню афіш та їх різновиду (рекламних плакатів) сприяло декілька історичних обставин — пришвидшення науково-технічного та суспільного розвитку, всесвітні виставки, жага до прибутків у нової торговельної-фінансової еліти. Саме на кінець 19 століття припали винаходи нових універсальних крамниць (пасажів) й чергове удосконалення техніки кольорових літографій.
Частина малих театриків відтепер відкривається у приміщеннях самих пасажів, тулячись якомога ближче до людних місць і можливих відвідувачів-глядачів. Театральні афіші кінця 19 століття співіснують з рекламними плакатами модних товарів і переймають їх дещо агресивний характер, гонитву за сенсаціями і комерційним успіхом. Театральні вистави комерціалізуються. А театральні споруди стають нічними клубами з буфетами, залами для неформального спілкування. У театрах вирішують ділові справи, шукають коханок, ведуть перемови щодо шлюбів між заможними родинами.

## Афіша якагітплакат

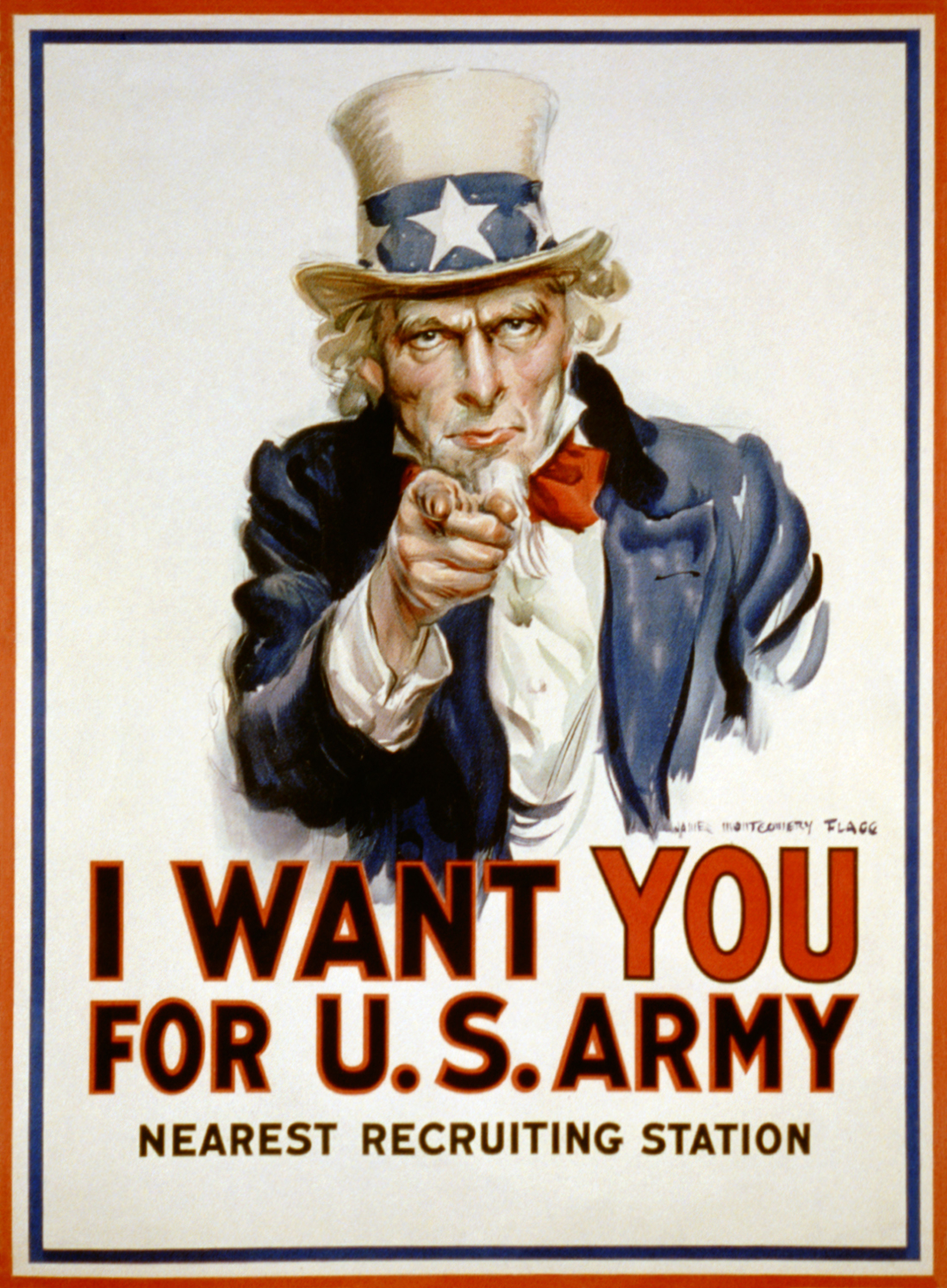
Я бажаю, щоб ти був в армії США, агітплакат 1917 р.
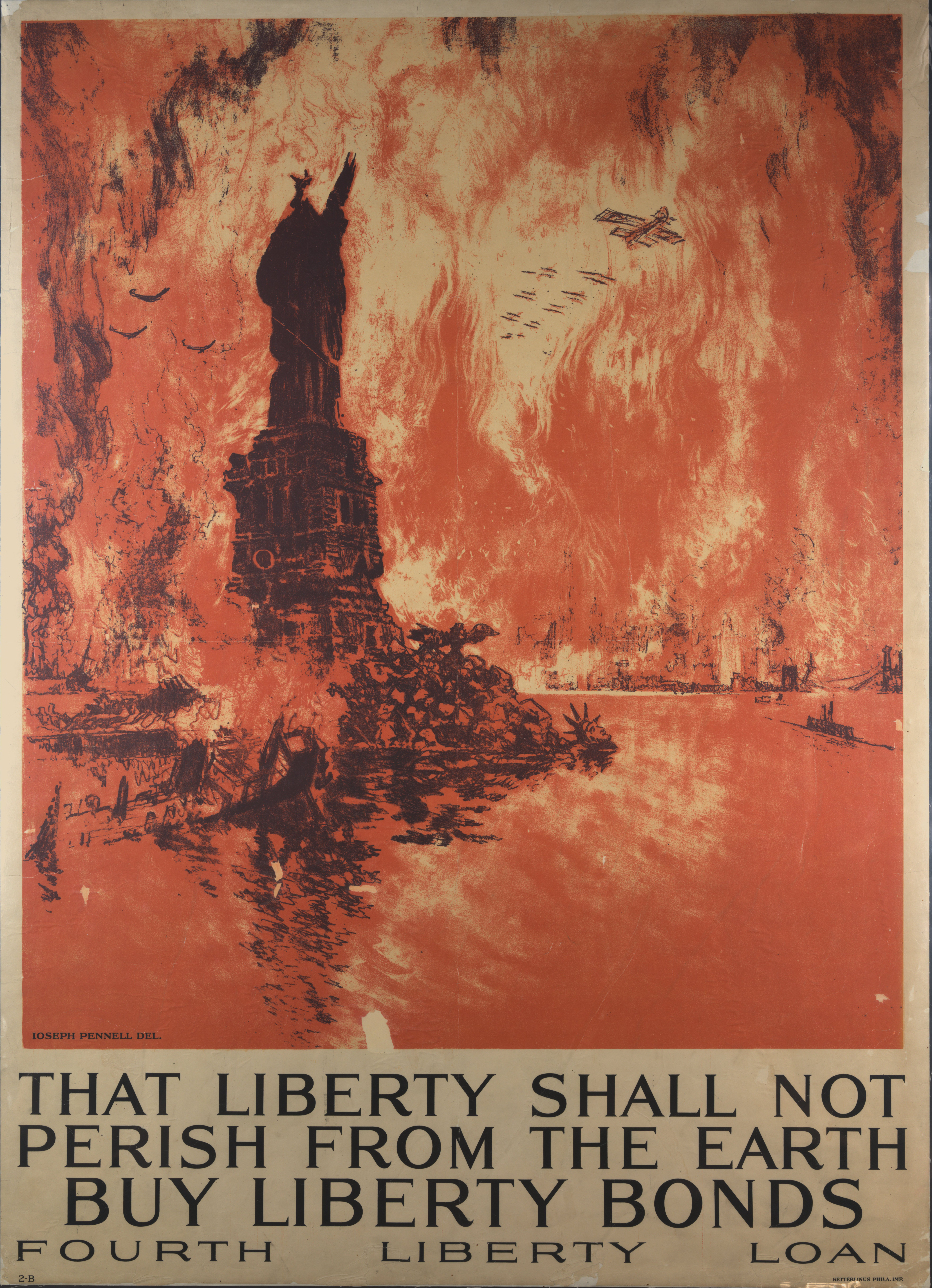
Свобода ніколи не зникне (Агітація за четверту позику 1918 р.).
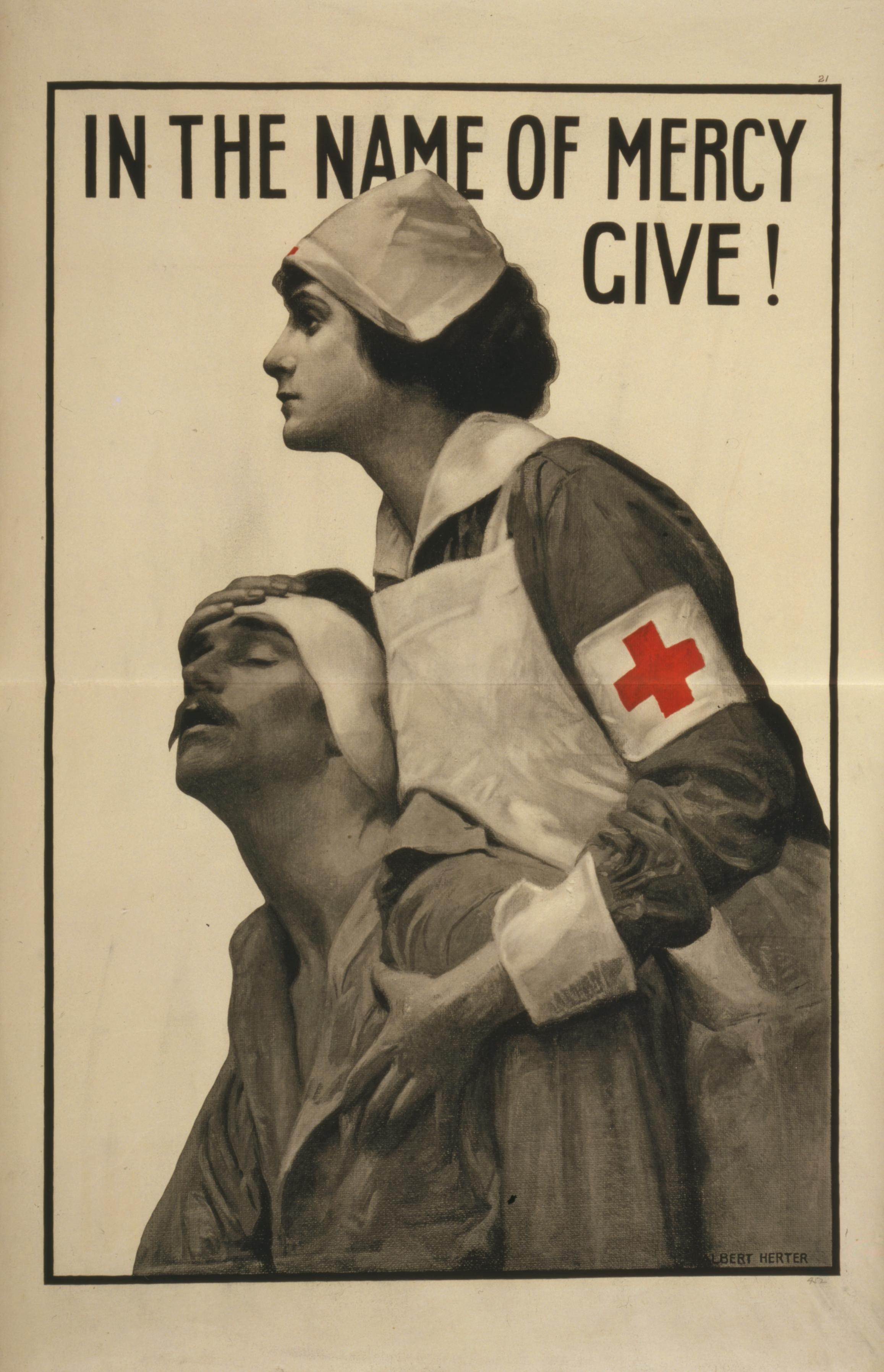
Плакат на підтримку Червоного хреста, 1917 р.
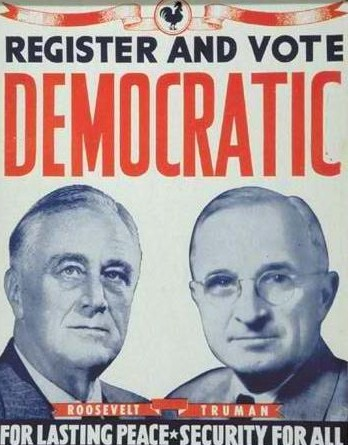
Політичний плакат з закликом обирати Демократичну партію США (Рузвельт та Трумен), 1944 р.

## Українська афіша

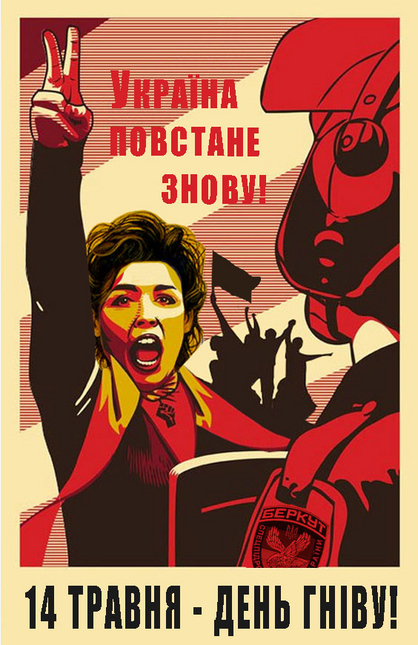
Агітаційний плакат «Україна постане знову»
Плакат «Німі ночі»

## Футбольна афіша
Футбольна афіша — це аркушеве видання з інформацією щодо певної футбольної події, призначене для розклеювання. Її метою як і будь-якої іншої афіші є інформувати людей про майбутню подію, привертати увагу глядачів, активізувати їх сприйняття, націлити в потрібному напрямі свідомість. Футбольні афіші сприяють формуванню установок, ідей, етичних принципів, переконань і стереотипів, проте їх головною функцією є підштовхування глядача до дії. Але передусім, афіша показує найголовніше, відрізняється яскравістю і стислістю.
Експрес-інформація, що подається в художній формі, розрахована у більшості випадків на дуже обмежений час безпосередньої дії на глядача. Така оперативність (як по термінах створення, так і відносно процесу сприйняття) пред'являє особливі вимоги до образного ладу афіші і усього стилю її виконання.

## Див. також

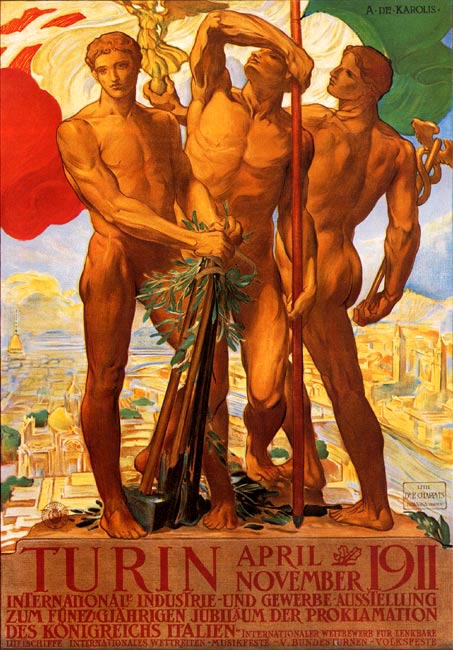
Всесвітня виставка в Турині, Італія, 1911 р.